# Mural Historia del Cusco
El Mural Historia del Cusco es un mural realizado por el artista cusqueño Juan Bravo Vizcarra en 1992. El mural, de 50 metros de largo, hace una representación temporal de la historia del Cusco desde los orígenes legendarios de los incas hasta la actualidad en cinco etapas: los orígenes, el Imperio Inca, la conquista española, la rebelión y la modernidad, destacándose varios hitos históricos importantes como la fundación de la ciudad y la ejecución de Túpac Amaru II. La obra se ubica en la Avenida El Sol y es de acceso público.
La estructura civil fue construida por la constructora Jorge Sirvas S.A. bajo pedido de la municipalidad del Cusco, cuyo residente de Obra fue el Ingeniero Luis A. Dalguer, entre el 16 de Octubre de 1990 y el 31 de Enero de 1991.
La obra fue entregada el 22 de junio de 1992 tras haber sido impulsada por la Municipalidad Provincial del Cusco durante la gestión del alcalde Daniel Estrada Pérez como parte de las celebraciones realizadas en la ciudad por el quinto centenario del descubrimiento de América. La elaboración de la obra, desde su concepción, le tomó al artista Juan Bravo un total de 9 meses hasta su entrega. En ese momento fue considerada la obra más grande de Sudamérica, condición que ya perdió.
Fue elaborada con pintura acrílica importada desde México sobre una base de cemento y piedra. 